# ʻOkina
| Glifos de la ʻokina | Glifos de la ʻokina                                                                              |
| --- | ------------------------------------------------------------------------------------------------ |
| ʻokina hawaiana | ʻOkina hawaiana o fakauʻa tongana (Unicode U+02BB ʻ ), tales como aparecen en la fuente Gentium. |
| ʻŌlelo Hawaiʻi (en hawaiano, «idioma hawaiano») entre comillas simples, fuente: Linux Libertine. El glifo de las dos ʻokinas es claramente diferente al de la comilla de apertura. |                                                                                                  |

La ʻokina (Pronunciación hawaiana: [ʔoˈkinɐ]), también conocida por otros nombres, es una letra consonante unicameral que se usa en la escritura latina para marcar la oclusiva glotal fonémica, en muchas lenguas oceánicas, más concretamente polinesias.

## Nombres
| Idioma                  | Nombre vernáculo                  | Significado literal      | Notas |
| ----------------------- | --------------------------------- | ------------------------ | --- |
| Hawaiano                | ʻokina                            | Separador; corte; rotura | Formalizado transitoriamente. La ʻokina se ha representado históricamente en las publicaciones informáticas por el acento grave (`), la comilla simple izquierda (‘) o el apóstrofo ('), especialmente cuando la marca tipográfica correcta (ʻ) no está disponible.                                       |
| Samoano                 | koma liliu                        | Coma invertida           | A menudo reemplazada por un apóstrofo en las publicaciones modernas, lo que está reconocido por los intelectuales samoanos y la comunidad en general. El Ministerio de Educación volvió a adoptar en 2012 el uso del apóstrofo y del macrón en el idioma samoano después de su abandono en los años 1960. |
| Tahitiano               | ʻeta                              | ʻetaʻeta = endurecer     | Sin estatus oficial o tradicional; pueden emplearse las alternativas ', ‘ o ’ |
| Tongano                 | fakauʻa (honorífico de fakamonga) | Hacedor de garganta      | Oficialmente formalizado |
| Maorí de las Islas Cook | ʻamata o ʻakairo ʻamata           | "hamza" o "marca hamza"  | Sin estatus oficial o tradicional; pueden emplearse las alternativas ', ‘, ’ o nada |
| Walisiano               | fakamoga                          | Por la garganta          | Sin estatus oficial o tradicional; pueden emplearse las alternativas ', ‘ o ’ |
| Mando'a                 | batir                             | Suspiro                  | |

## Apariencia
La ʻokina tiene un aspecto similar al de una comilla simple de apertura (‘), mientras que la ʻeta tahitiana se parece a una ʻokina rotada 90° o más en sentido horario.[cita requerida]

## Ortografía y estatus oficial
La ʻokina se trata como una letra separada en el alfabeto hawaiano. Es unicameral, es decir, no tiene formas separadas de mayúsculas (mayúsculas o mayúsculas) y minúsculas (pequeñas o minúsculas), a diferencia de las otras letras, todas las cuales son letras latinas básicas. Para las palabras que comienzan con ʻokina, las reglas de uso de mayúsculas afectan a la siguiente letra: por ejemplo, al comienzo de una oración, el nombre de la letra se escribe "ʻOkina", con una O mayúscula.

### Nombres geográficos en los Estados Unidos
La Junta de Nombres Geográficos de los Estados Unidos enumera los nombres de lugares relevantes con y sin ʻokina y kahakō (macrón) en el Sistema de Información de Nombres Geográficos. Coloquial y formalmente, las formas se han utilizado indistintamente durante mucho tiempo.

## Codificación por computadora

### Apóstrofos y comillas
En el juego de caracteres ASCII, la ʻokina se representa habitualmente mediante el carácter de apóstrofo ('), cuyo valor ASCII es de 39 en decimal y 27 en hexadecimal. Este carácter se representa típicamente como un apóstrofo de máquina de escribir, sin la curva característica de la ʻokina propiamente dicha. En algunas fuentes, el apóstrofo ASCII se representa como una comilla simple derecha, que es un glifo aún menos satisfactorio para ʻokina, esencialmente una rotación de 180° de la forma correcta.
Muchos otros conjuntos de caracteres se expandieron en el apóstrofe ASCII sobrecargado, proporcionando caracteres distintos para las comillas simples izquierda y derecha. La comilla simple izquierda se ha utilizado como una aproximación aceptable a ʻokina, aunque todavía tiene problemas: la ʻokina es una letra, no un signo de puntuación, lo que puede causar un comportamiento incorrecto en el procesamiento automático de texto. Además, la comilla simple izquierda está representada en algunos tipos de letra por un glifo "9" reflejado, en lugar de un "6", que no es adecuado para la ʻokina.

### Unicode
Aunque esta letra se introdujo en Unicode 1.1 (1993), la falta de soporte para este carácter impidió un uso fácil y universal durante muchos años. En 2008, las computadoras con OS X, Microsoft Windows y Linux, así como los principales teléfonos inteligentes nuevos, no tienen ningún problema con el glifo, y ya no es un problema en Internet Explorer 7 como lo era en versiones anteriores. U+02BB ʻ  debe ser el valor utilizado para codificar nuevos datos cuando el uso esperado de los datos lo permita.
El mismo carácter se usa a veces en las transliteraciones latinas de la letra hebrea ʻáyin y la letra árabe ʻayn (que no es una oclusión glotal), así como en el alfabeto uzbeko para escribir las letras Oʻ (cirílico Ў) y Gʻ (cirílico Ғ). Sin embargo, ʻy otros nombres polinesios están debidamente reservados para el cierre glotal en ortografías lengua polinesia. La forma distintiva de la oclusión glotal en tahitiano y walisiano no tiene actualmente asignado un carácter separado en Unicode.